# Капаноли
Капаноли (итал. Capannoli) је насеље у Италији у округу Пиза, региону Тоскана.
Према процени из 2011. у насељу је живело 4334 становника. Насеље се налази на надморској висини од 39 м.

## Становништво
| 1936. | 1951. | 1961. | 1971. | 1981. | 1991. | 2001. | 2011. |
| ----- | ----- | ----- | ----- | ----- | ----- | ----- | ----- |
| 4.269 | 4.310 | 4.481 | 4.636 | 4.802 | 4.943 | 5.106 | 6.213 |

## Партнерски градови
- Аргенбил
- Ћешанов
- Кардица
- Gmina Cieszanów
- Uchaud